# 殺死巨人的女孩
《殺死巨人的女孩》（英語：I Kill Giants）是一部2017年比利時、中國、英國和美國合拍的奇幻劇情片，由安德斯·華特執導，喬·凱利撰寫劇本，這同時也是華特的長片處女作。該片改編自凱利和J·M·肯·新村所創作、Image漫畫發行的漫畫《我殺死了巨人》。其主演包括麥迪遜·沃爾夫、伊莫珍·波茨、席妮·韋德、羅瑞·傑克森和柔伊·莎達娜。
該片最先於2017年9月9日在多倫多國際影展上首映，並定於2018年3月23日在美國上映。

## 劇情
一天，芭芭拉遇到了剛從英國利茲搬到該地區的索菲亞。索菲亞表示有興趣了解芭芭拉，但芭芭拉最初保持冷漠。
芭芭拉和泰勒領導的一群惡霸之間的對抗被學校心理學家莫萊夫人打電話給芭芭拉打斷了。芭芭拉突然離開隨後的會議，宣稱他們的談話只會分散她準備與巨人作戰的注意力。後來，芭芭拉向索菲亞解釋了巨人背後的神話。她向索菲亞展示了她為引誘和誘捕巨人而製作的誘餌和陷阱，並向她講述了她放在手提包中的神奇戰鎚 Coveleski。她還告訴索菲亞關於先驅者的事，這是一種幽靈生物，當附近有巨人時會警告她。
芭芭拉因侮辱老師而被校長拘留後，她帶著索菲亞去尋找巨人。索菲亞開始懷疑芭芭拉關於巨人的說法。
當莫萊夫人得知芭芭拉對棒球感興趣時，她問了這件事，導致芭芭拉迷失在糟糕的記憶中並跑回家。發呆的她被索菲亞嚇了一跳，並打了她，讓目睹了爭吵的泰勒和她的朋友們大笑。儘管芭芭拉試圖道歉，但索菲亞卻心煩意亂地跑掉了。後來，泰勒找到索菲亞，泰勒答應告訴她關於芭芭拉的秘密，如果索菲亞向他們展示芭芭拉所做的一些“怪異的事情”。索菲亞同意了，帶領泰勒和朋友們前往聖所，在那裡他們著手拆除芭芭拉的許多陷阱。芭芭拉打斷並畫了科維萊斯基，結果發現那是一隻小動物的顎骨，上面綁著一根棍子。芭芭拉對她的武器狀態感到震驚，並被泰勒和她的朋友們毆打。
索菲亞帶芭芭拉回家療傷。當芭芭拉醒來時，她對被帶到樓上感到非常不安，並告訴索菲亞在“它”看到她之前慢慢走開。索菲亞看著其中一間臥室，震驚地倒了一杯水，然後逃離了房子。芭芭拉去莫萊夫人家尋求幫助，但在被介紹給她的家人後變得不舒服。
在芭芭拉幾天沒去上學後，索菲亞和莫萊夫人拜訪了芭芭拉的家。在地下室，索菲亞發現了芭芭拉和她母親講述科維萊斯基“巨人殺手”綽號的故事的錄音。索菲亞離開並找到芭芭拉，告訴她所有的巨人都在她的腦海中，並問芭芭拉為什麼她從來沒有告訴索菲亞她的母親，儘管芭芭拉拒絕了這個問題並且無法聽到它。芭芭拉怒氣沖沖地走了。先驅者拜訪了她，他們嘲笑她，告訴她她太虛弱了，無法擊敗巨人。
芭芭拉前往廢棄的火車站與巨人面對面。她躲在火車裡，但被巨人追捕。她最終激活了一個安裝在附近電線桿上的火車控制站，使其觸電並點燃了一些火車車廂。芭芭拉離開時索菲亞來了。第二天，芭芭拉在她的儲物櫃裡放了一具骷髏，以此羞辱泰勒。這讓繼續尋找芭芭拉的莫萊夫人和凱倫感到擔憂。芭芭拉在發現她仍然無法使用 Coveleski 後前往她的庇護所，並在那裡祈禱她的武器歸還。
一場突如其來的暴風雨襲擊了小鎮，莫萊夫人在去聖殿的路上遇到了芭芭拉，告訴她芭芭拉的母親很想見她。芭芭拉不理她。抵達後，她目睹了毀滅的一幕。索菲亞解釋說，泰勒破壞該地區是為了報復芭芭拉的所作所為，她試圖阻止她。突然，一個泰坦從水中出現。芭芭拉背對著它，從她的手提包裡拿出修復後的科維萊斯基，露出一把巨大的、發光的戰鎚。她開始用它擊敗巨人，因為她對她母親的憤怒而感到憤怒。躺在沙灘上受傷的巨人透露他是來找芭芭拉的，而不是她的母親。芭芭拉驚呆了，並要求泰坦“完成它”。巨人一把抓住她，將她拉近它的頭部，這樣她就可以用 Coveleski 擊倒它。當巨人落回大海時，芭芭拉也隨之而來。沉入海浪之下，她聽到巨人的聲音告訴她，所有生物都必須死去。它說逃離死亡就是拒絕生命，她必須盡可能地在每一刻找到快樂。芭芭拉遊回海灘，與索菲亞重逢。
第二天，芭芭拉爬上樓去看她的母親，她躺在床上奄奄一息。他們分享內心感覺的信息，芭芭拉為避開她而道歉。 暑假過後，芭芭拉的母親去世了，但芭芭拉重新點燃了與莫萊夫人、凱倫和索菲亞的關係。 上學的第一個晚上，她被站在大海中註視著她的泰坦叫醒。 她說謝謝，然後繼續睡覺。

## 演員
- 麥迪遜·沃爾夫（英语：Madison Wolfe）[2] 飾 芭芭拉·索爾森（Barbara Thorson）
- 伊莫珍·波茨[3] 飾 凱倫（Karen）
- 席妮·韋德 飾 蘇菲亞（Sophia）
- 羅瑞·傑克森 飾 泰勒（Taylor）
- 柔伊·莎達娜[2] 飾 莫利女士（Mrs. Mollé）
- 洛爾·克拉克 飾 莫利先生（Mr. Molle）
- 詹妮弗·艾莉 飾 索爾森女士（Mrs. Thorson）

## 製作
2015年3月23日，宣布喬·凱利和J·M·肯·新村的有限系列漫畫《我殺死了巨人》將改編成真人電影，而凱利也會撰寫電影劇本。克里斯·哥倫布的1492影業將和Ocean Blue Entertainment、Man of Action Studios、XYZ影業共同製作該片。Treehouse將全面資助該片，而XYZ則將負責國際銷售。該片由安德斯·華特執導，同時也作為他的長片處女作。
2015年9月11日，女演員柔伊·莎達娜和麥迪遜·沃爾夫簽約加入演出，沃爾夫將飾演與怪物作戰的古怪女孩芭芭拉，而莎達娜則是飾演一名學校心理學家莫利女士；其中，沃爾夫是透過參加五百名演員徵選而成功獲得該演出的機會。2016年9月10日，伊莫珍·波茨確認演出該片。
該片的主體拍攝於2016年9月27日開始進行。

## 發行
《殺死巨人的女孩》最先於2017年9月9日在多倫多國際影展上作全球首映，並由RLJE影業定於2018年3月23日在美國上映。

### 評價
《殺死巨人的女孩》整體獲得的評價以正面居多。在爛番茄上根據29條評論，持有79%的新鮮度，平均得分6.4 / 10。而在Metacritic上，則獲得了76分。

## 備註
1. 又譯「我殺死了巨人」。

## 外部連結
- 互联网电影数据库（IMDb）上《殺死巨人的女孩》的资料（英文）
- 爛番茄上《殺死巨人的女孩》的資料（英文）